# Päpstliche Katholische Universität von Goiás
Die Päpstliche Katholische Universität von Goiás (portugiesisch Pontifícia Universidade Católica de Goiás; kurz PUC-Goiás) ist eine brasilianische Universität päpstlichen Rechts.
Die Hochschule wurde 1959 von der Cultura Sociedade de Goiana (deutsch Goianische Gesellschaft für Kultur), einer von des katholischen Erzbistums Goiânia verwalteten gemeinnützigen Stiftung, als Universität Goiás gegründet und ist die älteste Hochschuleinrichtung im Bundesstaat Goiás und in der Região Centro-Oeste. 1971 wurde der Begriff „katholisch“ in den Namen aufgenommen. Anlässlich ihres fünfzigjährigen Bestehens im Jahr 2009 erhielt sie die päpstliche Anerkennung. Die Hochschule hat ihren Sitz in Goiânia und Ipameri.
Mit einer akademischen Struktur, die in 5 Schulen/Fakultäten unterteilt ist, bietet sie 43 Grundstudiengänge, 25 Fernstudienabschlüsse, 15 Graduiertenprogramme – 11 Masterabschlüsse und vier Doktortitel – und 21 Spezialisierungen in allen Wissensbereichen an:
- Fakultät für Lehrerbildung und Geisteswissenschaften
- Fakultät für Ingenieurwesen, Architektur, Kunst und Technologie
- Fakultät für Sozial- und Gesundheitswissenschaften
- Fakultät für Medizin und Biowissenschaften
- Fakultät für Recht, Wirtschaft und Kommunikation